# German von Bohn
 (juillet 2016).
Pour les articles homonymes, voir von Bohn.
German von Bohn, dit Guermann-Bohn né le 25 février 1812 à Heilbronn, et mort 23 janvier 1899 à Stuttgart, est un peintre wurtembergeois.

## Biographie
German von Bohn étudie d'abord le droit à Tübingen avant de s'orienter vers la peinture. À Paris, il est l'élève d'Henri Lehmann et Ary Scheffer. Après un séjour à Rome entre 1840 et 1843, il revient à Paris où il est nommé chevalier de la Légion d'honneur en 1853. 
En 1867, il s'installe à Stuttgart et y sera peintre de la cour.
Ses œuvres sont conservées dans plusieurs musées en Allemagne, en Italie et en France. 
En France, il a également exécuté des peintures murales pour des églises.

## Œuvres dans les collections publiques
- Nantes, musée des beaux-arts : La Mort de Cléopâtre, 1842, huile sur toile[1].